# Малюр довгодзьобий
Малюр довгодзьобий (Sipodotus wallacii) — вид горобцеподібних птахів родини малюрових (Maluridae).

## Поширення
Вид поширений в Новій Гвінеї та на островах Ару, Місоол та Япен. Мешкає у субтропічних та тропічних вологих низинних лісах.

## Опис
Дрібна пташка. Довжина тіла 11–12,5 см; вага 7–8 г. У номінального підвиду пір'я на маківці та потилиці чорне зі світло-блакитними кінчиками. Від основи дзьоба через око до шиї проходить широка біла смуга, нижче лежить вузька біла смуга. Горло біле. Плечі та спина іржаво-коричневі. Крила коричневі та сірі, нижня частина тіла біла. Очі червоно-коричневі. Дзьоб довгий, прямий, широкий і загострений, чорного кольору з білим кінчиком. Ноги короткі і тонкі, тілесно-коричневого кольору. Підвид coronatus відрізняється від номінального кремовим відтінком на нижній стороні тіла.

## Спосіб життя
Мешкає в тропічних лісах на висоті 100—800 м. Трапляється сімейними групами від 4 до 8 птахів, інколи приєднується до змішаних груп. Харчується комахами, на яких полює на невисоких деревах і чагарниках. Розмножується круглорічно, але пік гніздування припадає на вересень-грудень. Гніздо закрите, куполоподібне, з круглим бічним отвором у верхній частині, виготовлене з трав, павутини та смужок пальмового листя, вистелене дрібними волокнами та розміщене на висоті 5-10 м над землею серед гілок дерев. У кладці два яйця.

## Підвиди
- S. wallacii wallacii — північна частина Нової Гвінеї, Місоол, Япен
- S. wallacii coronatus — південна частина Нової Гвінеї, Ару